# جائزة ترجمان
أطلقت هيئة الشارقة للكتاب بدولة الإمارات العربية المتحدة في إمارة الشارقة جائزة عالمية قيمة تقام سنوياً للمبدعين في مجال الترجمة.

## النشأة
قامت هيئة الشارقة للكتاب بدولة الإمارات العربية المتحدة في إمارة الشارقة بإطلاق جائزة الشارقة للترجمة أو كما تم تسميتها جائزة (ترجمان) بتوجيهات من حاكم إمارة الشارقة سلطان بن محمد القاسمي، وتعتبر جائزة ترجمان هي الجائزة العالمية الأولى من نوعها في مجال الترجمة والتأليف على الصعيد العالمي.

## الجوائز وقيمتها
تقدر قيمة الجائزة بمكافأة مالية ضخمة تقدر بمليون و400 ألف درهم؛ لتصبح بتلك القيمة هي الجائزة الأدبية الأكبر قيمة حول العالم في مجال الترجمة. ويتم تقسيم الجائزة بحيث تنال داري النشر للكتاب المترجم والكتاب الأصلي قيمة مليون و300 ألف درهم، ويتم تقسيم الجائزة على نحو 70% لدار النشر الأجنبية التي قمات بالترجمة، و30% لدار النشر العربية صاحبة الكتاب الأصلي، بينما يتم تكريم الكاتب الذي قام بترجمة الكتاب الأصلي بجائزة نقدية 100 ألف درهم.

## أهداف الجائزة
تهدف الجائزة بشكل أساسي إلى تشجيع المبدعين العرب في مجال الأدب إلى الإقبال على مجال الترجمة والإهتمام فيه، كما تهدف إلى مد جسور التواصل مع الحضارة العربية والحضارات الأخرى خارج الوطن العربي من خلال ترجمة أدبها إلى اللغات الأخرى.

## الفائزون
يتم توزيع جائزة ترجمان على الفائزين ضمن فعاليات جوائز معرض الشارقة الدولي للكتاب:
- الفائز بالدولة الأولى 2017: دار النشر الإسبانية «بيربوم» بالجائزة في دورتها الأولى وذلك عن نشرها ترجمة كتاب «ألف ليلة وليلة» باللغة الإسبانية.[6]
- الفائز بالدورة الثانية 2018: دار سندباد/أكت سود الفرنسية عن ترجمة كتاب طبائع الاستبداد لعبد الرحمن الكواكبي.[6]
- الفائز بالدورة الثالثة 2019: دار النشر الإيطالية "E/O Edizioni" عن ترجمتها لرواية «موت صغير» للروائى والكاتب السعودى محمد حسن علوان إلى اللغة الإيطالية.[6]
- الفائز بالدورة الرابعة 2020: تم إلغاؤها بسبب جائحة كورونا وتوقف فعاليات معرض الشارقة الدولي للكتاب.
- الفائز بالدورة الخامسة 2021: دار تابلا البرازيلية عن ترجمتها ديوان أحد عشر كوكبا للشاعر محمود درويش إلى اللغة البرتغالية.[7]
- الفائز بالدورة الخامسة 2022:معهد الشرق - كارلو ألفونسو نَلِّينُو الإيطالي عن الترجمة الصادرة باللغة الإيطالية لمقدمة سليمان البستاني لإلياذة هوميروس.[8]
- الفائز بالدورة السابعة 2024: ترجمة كتاب طوق الحمامة لابن حزم الأندلسي إلى اللغة التركية بترجمة المستعرب التركي د. محمد حقي صوتشين، والصادرة عن مجموعة ألفا للنشر.[9]